# (10137) Thucydides
(10137) Thucydides es un asteroide perteneciente al cinturón de asteroides, descubierto el 15 de agosto de 1993 por Eric Walter Elst desde el Sitio de Observación de Calern, Caussols, Francia.

## Designación y nombre
Designado provisionalmente como 1993 PV6. Fue nombrado Thucydides en honor al historiador griego Tucídides  escribió la historia estrictamente como sucedieron los acontecimientos durante la época en que vivió.

## Características orbitales
Thucydides está situado a una distancia media del Sol de 2,475 ua, pudiendo alejarse hasta 2,969 ua y acercarse hasta 1,981 ua. Su excentricidad es 0,199 y la inclinación orbital 3,762 grados. Emplea 1422 días en completar una órbita alrededor del Sol.

## Características físicas
La magnitud absoluta de Thucydides es 14,4. Tiene 3,291 km de diámetro y su albedo se estima en 0,236.